# Érichthonios découvert par les filles de Cécrops
Érichthonios découvert par les filles de Cécrops est une grande huile sur toile de Rubens conservée au musée Liechtenstein. Composée vers 1616, et inspirée des Métamorphoses d'Ovide, elle représente les filles de Cécrops, premier roi de l'Attique, découvrant l'enfant Érichthonios, dont le corps est prolongé par une queue de serpent.
C'est Aglaure la brune au milieu qui ouvre le panier, bravant ainsi la défense d'Athéna. La blonde Pandrose se tient à droite et Hersé, debout à gauche. Cette dernière porte une toge rouge en allusion à son futur amant Mercure, ce qui explique le geste du petit Cupidon à ses pieds. Elle tient par l'épaule une vieille nourrice. Cette composition est réinterprétée également par Jacob Jordaens à la même époque dans son tableau conservé au musée royal des beaux-arts d'Anvers, Les Filles de Cécrops découvrant l'enfant Érichthonios (1617).
On distingue au fond à droite un buste de la déesse nourricière Artémis (Kourotrophos) en fontaine et un buste d'un satyre au fond à gauche avec un paon à son pied, sans doute une évocation de Mercure qui tua Argos.
Rubens reprend ce thème vers 1632-1633 dans La Découverte d'Érichthonios, tableau aujourd'hui conservé aux États-Unis à l'Allen Memorial Art Museum, dans l'Ohio